# Giovanni Giacometti
Giovanni Giacometti (ur. 7 marca 1868 w Stampie, zm. 25 czerwca 1933 w Glion) – szwajcarski malarz.
Syn Alberta, który pracował jako piekarz w Warszawie, Bergamo i Stampie, oraz Cateriny Ottilii Giacometti-Santi.
Kształcił się w szkole kantonalnej w Chur, potem w latach 1886–1887 uczył się w szkołach sztuki użytkowej w Monachium, ale nie został przyjęty do tamtejszej Akademii. Następnie w latach 1888–1891 uczył się w Académie Julian w Paryżu, gdzie zaprosił go poznany w Monachium i zaprzyjaźniony z nim przez całe życie malarz Cuno Amiet. W tym okresie miesiące letnie spędzał w Szwajcarii, m.in. u malarza Franka Buchsera. Duży wpływ wywarł na niego jako przyjaciel i mentor Giovanni Segantini, którego poznał w 1894. Po zakończonej sukcesem wspólnej wystawie z Amietem i Ferdinandem Hodlerem w Muzeum Sztuki w Zurychu w 1898 Giacometti regularnie wystawiał swoje obrazy w wielkich miastach europejskich.
Był artystą wielostronnym, czerpał ze wszystkich współczesnych mu prądów w sztuce i dalej je rozwijał. Eksperymentował z użyciem światła i koloru, dzięki czemu wypracował własny styl charakteryzujący się świetlistą paletą barw. W jego dorobku są autoportrety, kompozycje figuralne, martwe natury i pejzaże. W latach 1918–1921 i 1931–1932 zasiadał w Federalnej Komisji Sztuki. Zaliczany jest do twórców nowoczesnego malarstwa szwajcarskiego.
Jego żoną była Annetta z domu Stampa (1871–1964). Ich dziećmi byli malarz i rzeźbiarz Alberto Giacometti (1901–1966), projektant wyposażenia wnętrz Diego Giacometti (1902–1985), architekt Bruno Giacometti (1907–2012) oraz tkaczka artystyczna Ottilia (1904–1937, żona Francisa Berthouda). Giovanni Giacometti był kuzynem innego malarza Augusta Giacomettiego, ale, jak sam pisał w autobiografii, nie utrzymywali ze sobą żadnych kontaktów.
Giovanni Giacometti spoczywa na cmentarzu w Borgonovo.